# Lista siturilor arheologice din județul Vaslui - G
Lista siturilor arheologice din județul Vaslui - G conține toate siturile arheologice din județul Vaslui înscrise în Repertoriul Arheologic Național (RAN) și aflate în localități al căror nume începe cu litera G. RAN este administrat de Ministerul Culturii și Patrimoniului Național și cuprinde date științifice, cartografice, topografice, imagini și planuri, precum și orice alte informații privitoare la zonele cu potențial arheologic, studiate sau nu, încă existente sau dispărute.
Puteți căuta un sit din localitățile care încep cu litera G folosind formularul de mai jos sau puteți naviga prin toate siturile din județ la Lista siturilor arheologice din județul Vaslui.
| Cod RAN                                   | Denumire | Localitate                       | Adresă         | Datare                               | Descoperit | Coordonate | Imagine           | Erori            |
| ----------------------------------------- | --- | -------------------------------- | -------------- | ------------------------------------ | ---------- | ---------- | ----------------- | ---------------- |
| 162201.01.01 (Cod LMI: VS-I-m-B-06672.02) | Situl arheologic de la Gara Banca - "Șapte Case" / ansamblu anonim (Categorie: locuire civilă) (Tip: Așezare)         | sat Gara Banca, comuna Banca     | Șapte Case     | Sântana de Mureș - Cerneahov sec. IV |            |            | Încărcați imagine | Raportați eroare |
| 162201.01.02 (Cod LMI: VS-I-m-B-06672.01) | Situl arheologic de la Gara Banca - "Șapte Case" / ansamblu anonim (Categorie: locuire civilă) (Tip: Așezare)         | sat Gara Banca, comuna Banca     | Șapte Case     | Dridu sec. IX - X; IX - X            |            |            | Încărcați imagine | Raportați eroare |
| 162201.01.03 (Cod LMI: VS-I-s-B-06672)    | Situl arheologic de la Gara Banca - "Șapte Case" / ansamblu anonim (Categorie: locuire civilă) (Tip: așezare)         | sat Gara Banca, comuna Banca     | Șapte Case     | Criș                                 |            |            | Încărcați imagine | Raportați eroare |
| 162201.01.04 (Cod LMI: VS-I-s-B-06672)    | Situl arheologic de la Gara Banca - "Șapte Case" / ansamblu anonim (Categorie: locuire civilă) (Tip: Mormânt)         | sat Gara Banca, comuna Banca     | Șapte Case     | mormintelor cu ocru                  |            |            | Încărcați imagine | Raportați eroare |
| 162201.01.05 (Cod LMI: VS-I-s-B-06672)    | Situl arheologic de la Gara Banca - "Șapte Case" / ansamblu anonim (Categorie: locuire civilă) (Tip: Locuire)         | sat Gara Banca, comuna Banca     | Șapte Case     | mormintelor cu ocru                  |            |            | Încărcați imagine | Raportați eroare |
| 162201.01.06 (Cod LMI: VS-I-s-B-06672)    | Situl arheologic de la Gara Banca - "Șapte Case" / ansamblu anonim (Categorie: locuire civilă) (Tip: așezare)         | sat Gara Banca, comuna Banca     | Șapte Case     | carpică                              |            |            | Încărcați imagine | Raportați eroare |
| 162201.01.07 (Cod LMI: VS-I-s-B-06672)    | Situl arheologic de la Gara Banca - "Șapte Case" / ansamblu anonim (Categorie: locuire civilă) (Tip: așezare)         | sat Gara Banca, comuna Banca     | Șapte Case     | X-XIII                               |            |            | Încărcați imagine | Raportați eroare |
| 162201.01.08 (Cod LMI: VS-I-s-B-06672)    | Situl arheologic de la Gara Banca - "Șapte Case" / ansamblu anonim (Categorie: locuire civilă) (Tip: mormânt tumular) | sat Gara Banca, comuna Banca     | Șapte Case     | Životilovka - Volčansk - Bursuceni   |            |            | Încărcați imagine | Raportați eroare |
| 163921.01.01 (Cod LMI: VS-I-m-B-06674.02) | Necropola de la Giurcani / ansamblu anonim (Categorie: descoperire funerară) (Tip: Necropolă)                         | sat Giurcani, comuna Găgești     |                |                                      |            |            | Încărcați imagine | Raportați eroare |
| 163921.01.02 (Cod LMI: VS-I-m-B-06674.01) | Necropola de la Giurcani / ansamblu anonim (Categorie: descoperire funerară) (Tip: Necropolă)                         | sat Giurcani, comuna Găgești     |                | sec. II - IV                         |            |            | Încărcați imagine | Raportați eroare |
| 164071.01.01 (Cod LMI: VS-I-m-B-06673.04) | Situl arheologic de la Gârceni - "Coada Plopilor" / ansamblu anonim (Categorie: locuire civilă) (Tip: Așezare)        | sat Gârceni, comuna Gârceni      | Coada Plopilor | Cucuteni - A, A-B                    |            |            | Încărcați imagine | Raportați eroare |
| 164071.01.02 (Cod LMI: VS-I-m-B-06673.03) | Situl arheologic de la Gârceni - "Coada Plopilor" / ansamblu anonim (Categorie: locuire civilă) (Tip: Așezare)        | sat Gârceni, comuna Gârceni      | Coada Plopilor | Monteoru                             |            |            | Încărcați imagine | Raportați eroare |
| 164071.01.03 (Cod LMI: VS-I-m-B-06673.02) | Situl arheologic de la Gârceni - "Coada Plopilor" / ansamblu anonim (Categorie: locuire civilă) (Tip: Așezare)        | sat Gârceni, comuna Gârceni      | Coada Plopilor |                                      |            |            | Încărcați imagine | Raportați eroare |
| 164071.01.04 (Cod LMI: VS-I-m-B-06673.01) | Situl arheologic de la Gârceni - "Coada Plopilor" / ansamblu anonim (Categorie: locuire civilă) (Tip: Așezare)        | sat Gârceni, comuna Gârceni      | Coada Plopilor | sec. III - IV                        |            |            | Încărcați imagine | Raportați eroare |
| 165853.01.01 (Cod LMI: VS-I-m-B-06675.04) | Așezarea de la Gura Idrici - "La Coșere" / ansamblu anonim (Categorie: locuire civilă) (Tip: Așezare)                 | sat Gura Idrici, comuna Roșiești | La Coșere      | Stoicani - Aldeni                    |            |            | Încărcați imagine | Raportați eroare |
| 165853.01.02 (Cod LMI: VS-I-m-B-06675.05) | Așezarea de la Gura Idrici - "La Coșere" / ansamblu anonim (Categorie: locuire civilă) (Tip: Așezare)                 | sat Gura Idrici, comuna Roșiești | La Coșere      | Cucuteni - A                         |            |            | Încărcați imagine | Raportați eroare |
| 165853.01.03 (Cod LMI: VS-I-m-B-06675.03) | Așezarea de la Gura Idrici - "La Coșere" / ansamblu anonim (Categorie: locuire civilă) (Tip: Așezare)                 | sat Gura Idrici, comuna Roșiești | La Coșere      |                                      |            |            | Încărcați imagine | Raportați eroare |
| 165853.01.04 (Cod LMI: VS-I-m-B-06675.02) | Așezarea de la Gura Idrici - "La Coșere" / ansamblu anonim (Categorie: locuire civilă) (Tip: așezare)                 | sat Gura Idrici, comuna Roșiești | La Coșere      |                                      |            |            | Încărcați imagine | Raportați eroare |
| 165853.01.05 (Cod LMI: VS-I-m-B-06675.01) | Așezarea de la Gura Idrici - "La Coșere" / ansamblu anonim (Categorie: locuire civilă) (Tip: așezare)                 | sat Gura Idrici, comuna Roșiești | La Coșere      | sec. II - III                        |            |            | Încărcați imagine | Raportați eroare |